# Шари-Багирми
Шари-Багирми (фр. Chari-Baguirmi, араб. شاري باقرمي‎) — регион в Республике Чад. Название своё регион получил по названию протекающей здесь реки Шари и исторического султаната Багирми. Административный центр — город Масенья. Другие крупные города — Дурбали, Бусо. Площадь — 46 000 км², население — 621 785 человек (2009 год).

## История
Этот регион был историческим центром султаната Багирми, который управлял большей частью региона из своей столицы Массенья с конца XV века до конца XIX века.

## География
Регион Шари-Багирми находится в юго-западной части Чада и территориально соответствует большей части бывшей префектуры того же названия. На северо-западе граничит со столичным регионом Нджамена, на севере с регионом Хаджер-Ламис, на востоке с регионами Гера и Среднее Шари, на юге с регионами Танджиле и Восточное Майо-Кеби. На западе проходит государственная граница между Чадом и Камеруном.

## Демография
Основные народности региона: арабы Чада (более 1/3 от общего числа жителей), фульбе, канури, барма. Господствующая религия — ислам.

## Административное деление
В административном отношении Шари-Багирми подразделяется на 3 департамента: Багирми (состоит из 3 супрефектур: Масенья, Дурбали и Маи-Аше), Шари (5 супрефектур: Манделия, Кундуль, Ла-Лумия, Линия и Лугун) и Луг-Шари (5 супрефектур: Бусо, Ба-Или, Богоморо, Куно, Мого).

## Населённые пункты
- Бомбойо
- Гауи
- Клесум